# Coltano
Coltano è una frazione del comune italiano di Pisa, nella periferia sud della città.
Il borgo è noto, oltre che per numerose testimonianze archeologiche, per esser stato sede, nei primi quarant'anni del XX secolo, del più importante centro radio d'Europa per comunicazioni transcontinentali progettato e inaugurato nel 1911 da Guglielmo Marconi, ed ha ospitato nei mesi successivi alla seconda guerra mondiale un campo di concentramento, allestito dagli Alleati come centro di raccolta per prigionieri della ex Repubblica Sociale Italiana.

## Geografia fisica
La località è posizionata a sud di Pisa, e comprende un'ampia area di campi coltivati, ed una vasta pineta, inclusa nel Parco di San Rossore. È compresa tra l'Aeroporto di Pisa-San Giusto a nord, il Camp Darby (Tirrenia, Pisa) ad ovest, le frazioni di Collesalvetti Guasticce e Stagno a sud e la SR206 "Via Emilia", località Arnaccio, ad est. Il centro del territorio, in posizione leggermente rialzata, è nella località Palazzi.
Numerosi canali attraversano o delimitano il territorio, in quanto l'intero areale, in origine paludoso, è stato bonificato a partire dal 1922 dall'Opera Nazionale Combattenti attraverso un sistema di idrovore e canalizzazione, tuttora ben presenti.

### Clima
Il clima è mediterraneo ma, a causa della posizione in aperta campagna e della suddetta origine paludosa, l'area è soggetta nei periodi di tempo stabile a maggiori inversioni termiche e a formazione di banchi di nebbia rispetto alla vicina città di Pisa.
La tabella sottostante riporta i valori medi che si registrano in città nel corso dell'anno:
| Mese               | Mesi | Mesi | Mesi | Mesi | Mesi | Mesi | Mesi | Mesi | Mesi | Mesi | Mesi | Mesi | Stagioni | Stagioni | Stagioni | Stagioni | Anno |
| Mese               | Gen  | Feb  | Mar  | Apr  | Mag  | Giu  | Lug  | Ago  | Set  | Ott  | Nov  | Dic  | Inv      | Pri      | Est      | Aut      | Anno |
| ------------------ | ---- | ---- | ---- | ---- | ---- | ---- | ---- | ---- | ---- | ---- | ---- | ---- | -------- | -------- | -------- | -------- | ---- |
| T. max. media (°C) | 11,0 | 11,6 | 15,1 | 18,8 | 22,7 | 26,4 | 29,8 | 29,6 | 26,2 | 21,3 | 16,5 | 12,4 | 11,7     | 18,9     | 28,6     | 21,3     | 20,1 |
| T. min. media (°C) | 1,9  | 2,3  | 4,8  | 7,9  | 10,9 | 14,1 | 16,6 | 16,5 | 14,0 | 10,2 | 6,3  | 3,0  | 2,4      | 7,9      | 15,7     | 10,2     | 9,0  |

## Storia
Già sede di insediamenti protoetruschi e romani, Coltano è stato dal XVI secolo centro di una vasta tenuta medicea di allevamenti equini e bovini e bandita di caccia, inserita nel complesso di bandite venatorie che da Migliarino Pisano, San Rossore e Tombolo arrivava fino a Livorno e Ponsacco. La zona allora prevalentemente paludosa (padule di Stagno maggiore, della Ballerina, ecc.), residuo dell'antico "Porto Pisano", venne dotata da Ferdinando I di un casino di caccia (Villa medicea di Coltano), posto su un'altura sabbiosa, poi rinnovato ed ampliato sotto gli ultimi Lorena. Una parte della tenuta era organizzata, dati i fertili pascoli che si trovavano intorno alle zone umide, un rinomato centro di allevamento e riproduzione di cavalli, muli e bovini ed il loro ricovero invernale (nel periodo estivo venivano trasferiti nella tenuta del Teso sulla Montagna Pistoiese), dal 1789 centro di cavalli di razza pregiata per volere dello stesso granduca Pietro Leopoldo.
La tenuta si estendeva ad ovest fino al canale dei Navicelli, a nord fino a San Piero a Grado, presso il ponte di Santa Maria degli Angioli ove era l'ingresso principale, per seguire lo scolo di Pisa fino alle Prata delle Venticinque e ad est alle Prata delle Tredici a sud di San Giusto in Cannicci, e le Prata di Callestro confinanti con la località "Le Rene", la tenuta di Montacchiello e di Campo d'Olmo fino al fosso del Caligi e a sud fino alla fossa Chiara, confinando con le fattorie granducali di Nugola e Collesalvetti. Vi si accedeva dallo stradone sulla via Livornese presso l'antica osteria di San Piero a Grado. Dall'ingresso un lungo viale in direzione sud passava il ponte delle alture di Castagnolo, circondate dal palude distinto in padule di Castagnolo, della Ballerina, della Fossa al Pino, della Pantera, del Campo all'Orzo, Campo d'Olmo, delle Giuncaie e Stagno Maggiore, creando una sorta di lunga penisola; nella parte del padule a settentrione, noto come Padule Maggiore, vi si gettavano le acque di colmata dei fossi dello scolo di Pisa, di San Giusto, di Sant'Ermete, delle Bocchette ormai quasi interrato, di Santa Maria degli Angioli, della Sòfina. Sull'altura di Castagnolo si trovavano i ricoveri degli animali e dei lavoranti; il viale rettilineo proseguiva superando l'altro ponte che attraversava il Sòfina e il padule della Ballerina e s'inoltrava nella fitta bandita boschiva, poi il viale piegava verso est attraversando ampie praterie aperte ed arrivava ai "Palazzi", centro direzionale e palazzo mediceo  affiancato dalle scuderie, per proseguire in direzione del fosso del Caligi fino al limite dei terreni asciutti ad est (località "Il Termine"). A sud un altro vialone conduceva al Capannone della Lavorìa, sede di allevamento dei muli. Con le bonifiche dei terreni, la zona fu ceduta all'Ordine di Santo Stefano, eccetto la bandita intorno ai Palazzi che rimase di proprietà granducale fino all'unità d'Italia. L'intera tenuta era di circa 2.880 ettari (51.263 stiora toscane). A sud della tenuta, separata da un breve tratto paludoso, sorgeva la cosiddetta "Isola" una tenuta di proprietà dei duchi Salviati di circa 32 ettari, completamente circondata dalle acque palustri.

### XX secolo

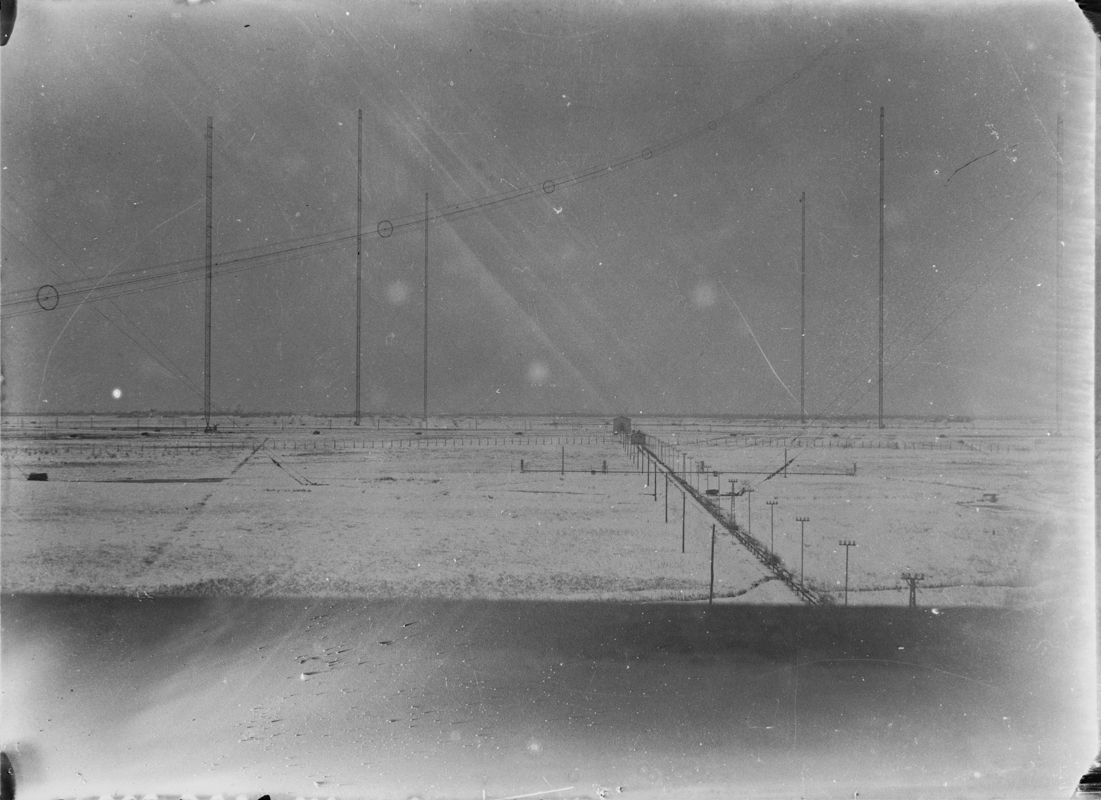
Le antenne del Centro Radio di Coltano nel 1924

A Guglielmo Marconi, Premio Nobel per la Fisica nel 1909, è dovuta la prima trasmissione radiotelegrafica effettuata nel 1903 con un trasmettitore a scintilla. Marconi individuò nella zona di Coltano il luogo adatto per costruire la prima stazione radio italiana a onde lunghe. Quest'area infatti, che originariamente con l'unità d'italia divenne di proprietà di Casa Savoia, si prestava molto bene alle trasmissioni ad onde lunghe, in quanto zona acquitrinosa che minimizzava le dispersioni del segnale; inoltre, affacciando sul mare Tirreno, era in ottima posizione per trasmettere verso l'Africa, dove allora l'Italia aveva alcune colonie, e verso l'America dove vivevano molte comunità di immigrati italiani. Il centro fu inaugurato ufficialmente da Guglielmo Marconi alla presenza del re Vittorio Emanuele III con una trasmissione verso Glace Bay, nella Nuova Scozia, il 19 novembre 1911. 
Il 12 ottobre 1931, in occasione del 439º anniversario della Scoperta dell'America, Guglielmo Marconi dalla stazione radio di Roma trasmise un segnale radio verso Pisa (Coltano), che da lì venne ritrasmesso per accendere le luci della statua del Cristo Redentore di Rio de Janeiro, inaugurandola, quale dimostrazione dell'affidabilità e dell'importanza delle comunicazioni radio intercontinentali.
Durante la seconda guerra mondiale, il centro radio fu minato e distrutto dai soldati tedeschi in ritirata. Con la distruzione del ponte Solferino a Pisa, fu anche tranciato il cavo che collegava la stazione di Coltano con la ricevente di Nodica.
Nel 1952 furono costruiti in Coltano un centro di produzione della Rai, oggi chiuso, e due trasmettitori in onde medie. Oggi è ancora in funzione soltanto un trasmettitore in onde medie della potenza di 120 kilowatt che trasmette Rai Radio 1 sulla frequenza di 657 kilohertz.

## Monumenti e luoghi d'interesse

### Villa Medicea
Un tempo riserva di caccia dei Medici, ospita al suo interno la Villa medicea di Coltano.

### Centro Radio di Coltano
Dal 1911 fino al 1940 fu attivo il Centro Radio, progettato da Guglielmo Marconi e gestito dalla Regia Marina italiana. Fu uno dei primi centri di trasmissione radio italiani per le comunicazioni intercontinentali.

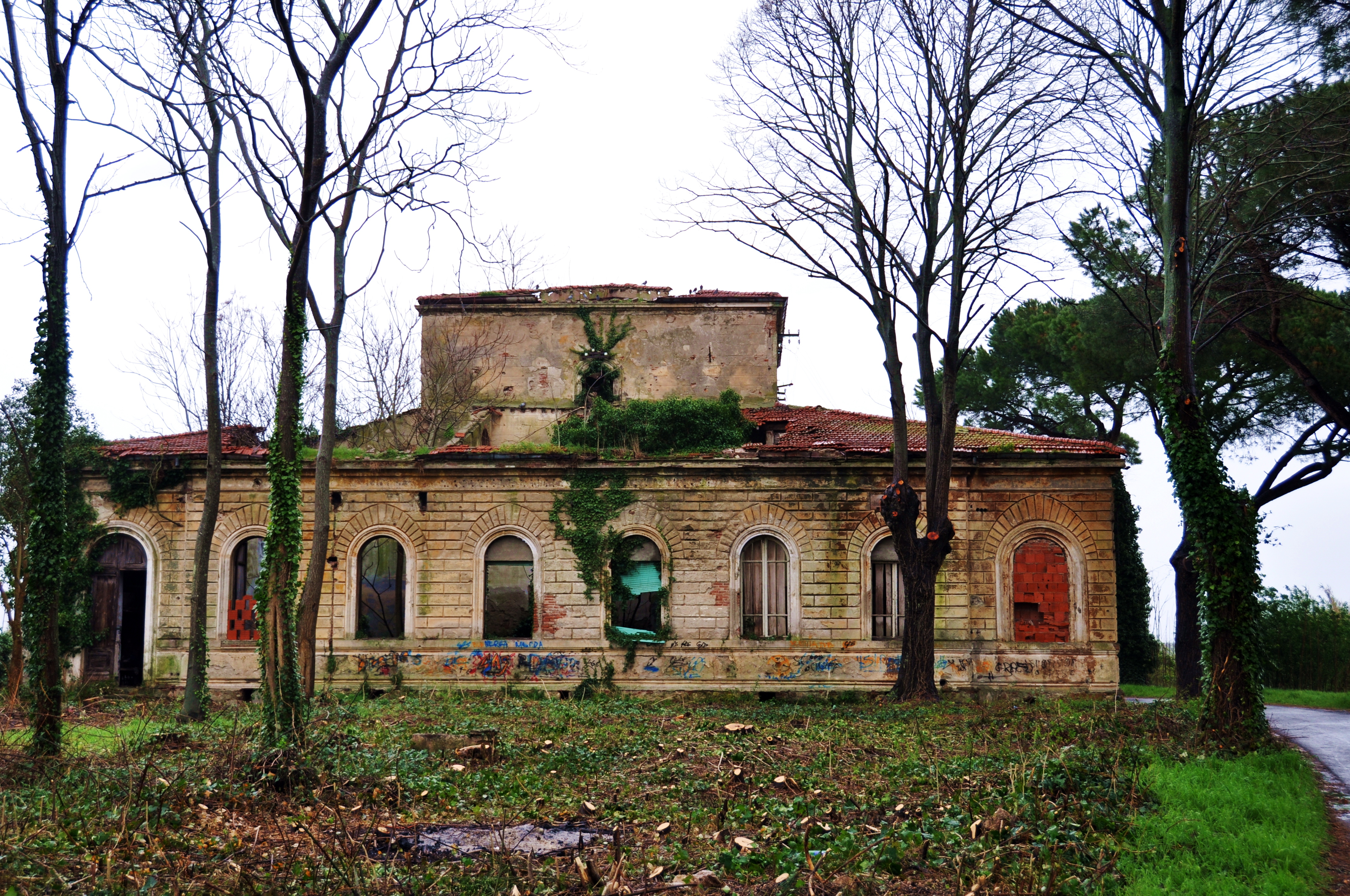
Centro Radio di Guglielmo Marconi

Attualmente (2014) sono presenti, oltre all'impianto di trasmissione Rai ancora funzionante, la palazzina Marconi, in stato di completo abbandono, ed i basamenti in cemento delle antenne, facilmente visibili dall'alto, la "Casermetta" (allora alloggio dei marinai addetti alla manutenzione delle antenne), la "Palazzina", alloggio di impiegati, la "Casa dell'ingegnere". 
All'inizio del 2018, dopo che la proprietà della Palazzina Marconi è passata al Comune di Pisa, sono iniziati dei lavori di recupero.
La Palazzina Marconi è stata in passato sede della stazione radioamatoriale IY5PIS, che è stata sede, nel 2001, dell'International Marconi Day Archiviato il 25 luglio 2008 in Internet Archive. italiano.

### Il campo di concentramento di Coltano
Alla 92ª Divisione «Buffalo» della V armata USA, fu affidata, tra il maggio e il settembre 1945, la gestione del campo di prigionia in cui furono rinchiusi circa 32.000 ex militari della Repubblica Sociale Italiana.

### Coltano Signal Station

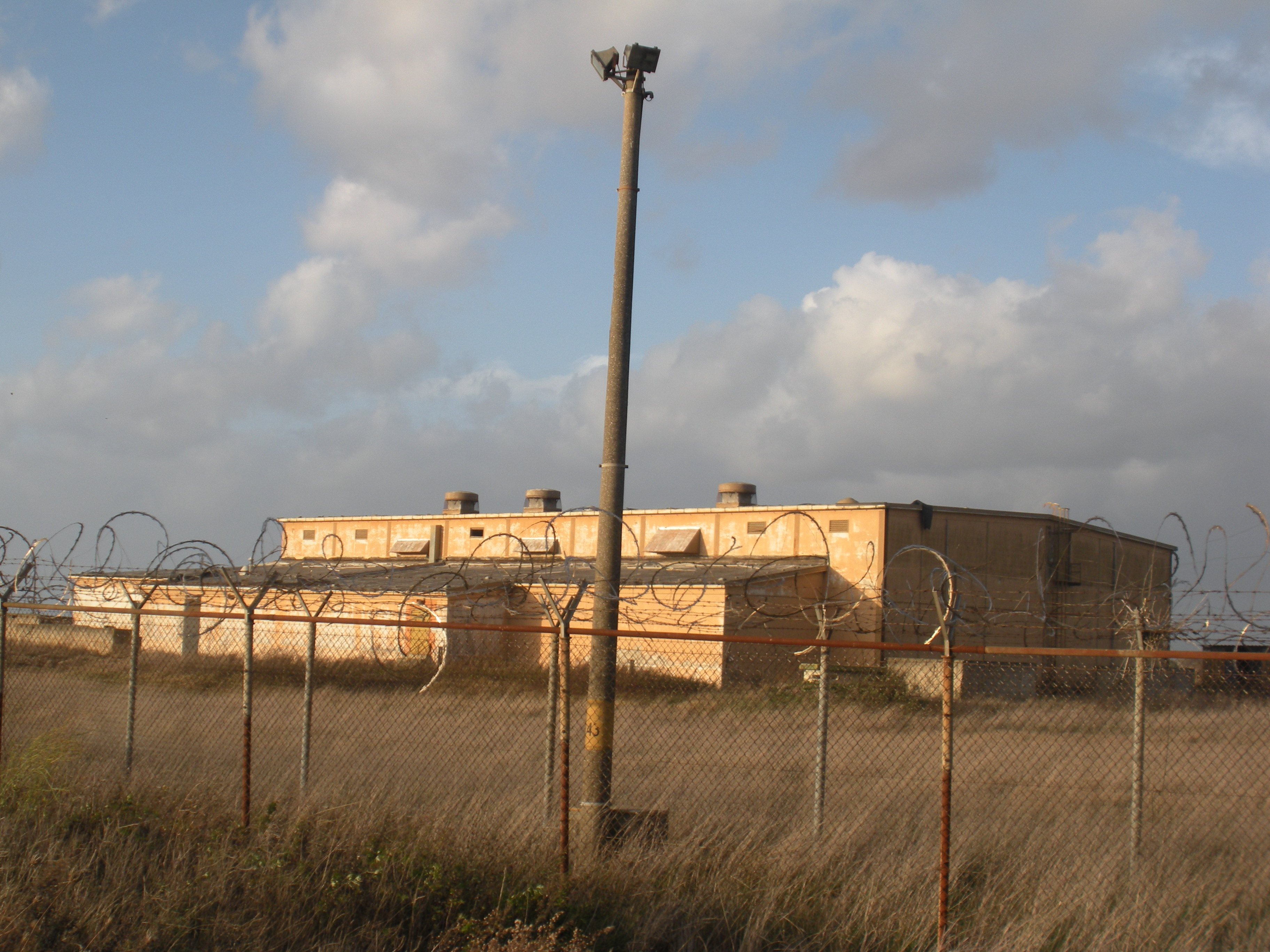
Quello che resta della stazione radio americana

Nei campi, non lontano dal Centro Radio Marconi, è tuttora visibile e in stato di abbandono la base di telecomunicazioni (nota come Site 13/9L), concessa alle Forze Armate Americane sin dal dopoguerra e molto attiva ai tempi della Guerra Fredda. Al 1962 erano presenti due antenne in configurazione troposcatter funzionanti in onde corte, una antenna da 1 kW per le comunicazioni con la Germania e una da 10 kW per il collegamento con la Spagna, Grecia e Turchia. Al 1965 Coltano era diventato uno dei nodi della rete 486L MEDiteranean COMmunications, catena di comando a servizio dei comandi SETAF ed EUCOM. Dopo la metà degli anni 70 iniziò la sostituzione delle antenne con collegamenti satellitari e trasmissioni digitali. Infine nel 1991, il 509° Signal Battalion Headquarters si spostò presso la base di Vicenza, quindi il sito venne disattivato e successivamente passato alla gestione demaniale.
All'interno dell'area recintata con doppio cordone di rete con fili spinato, sono ancora visibili le palazzine. Nel 2011 il luogo era stato individuato dal Ministero dell'Interno come adatto ad ospitare i profughi sbarcati a Lampedusa. Il fatto provocò un'indignazione popolare che portò a giornate di presidio nella zona. Ancora nel 2019 il luogo era candidato per ospitare il CPR (Centro di permanenza per i rimpatri) per l'intera Toscana.

### Aree naturali
Coltano è un'ex area paludosa bonificata, sia in epoca medicea grazie alla costruzione del Fosso delle Bocchette, sia in epoca fascista grazie alle opere di canalizzazione ed alla costruzione di idrovore per il pompaggio delle acque. Il territorio risulta per buona parte coltivato e per una parte minore boscato con prevalenza di piante mediterranee quali il pino domestico, il leccio, l'alloro.

## Infrastrutture e trasporti
Coltano è costeggiata dalla Via Aurelia ad ovest. A pochi chilometri si trova l'Aeroporto di Pisa-San Giusto "Galileo Galilei", che in passato includeva anche la piccola Stazione di Pisa Aeroporto. Un servizio di autobus di linea urbana operato dalla Autolinee Toscane, collega il centro di Pisa con la frazione, in località Palazzi.
A Coltano esisteva anche un casello dell'autostrada A12 denominato Pisa Sud e situato in località Salviati, chiuso negli anni '80 e attualmente dismesso.

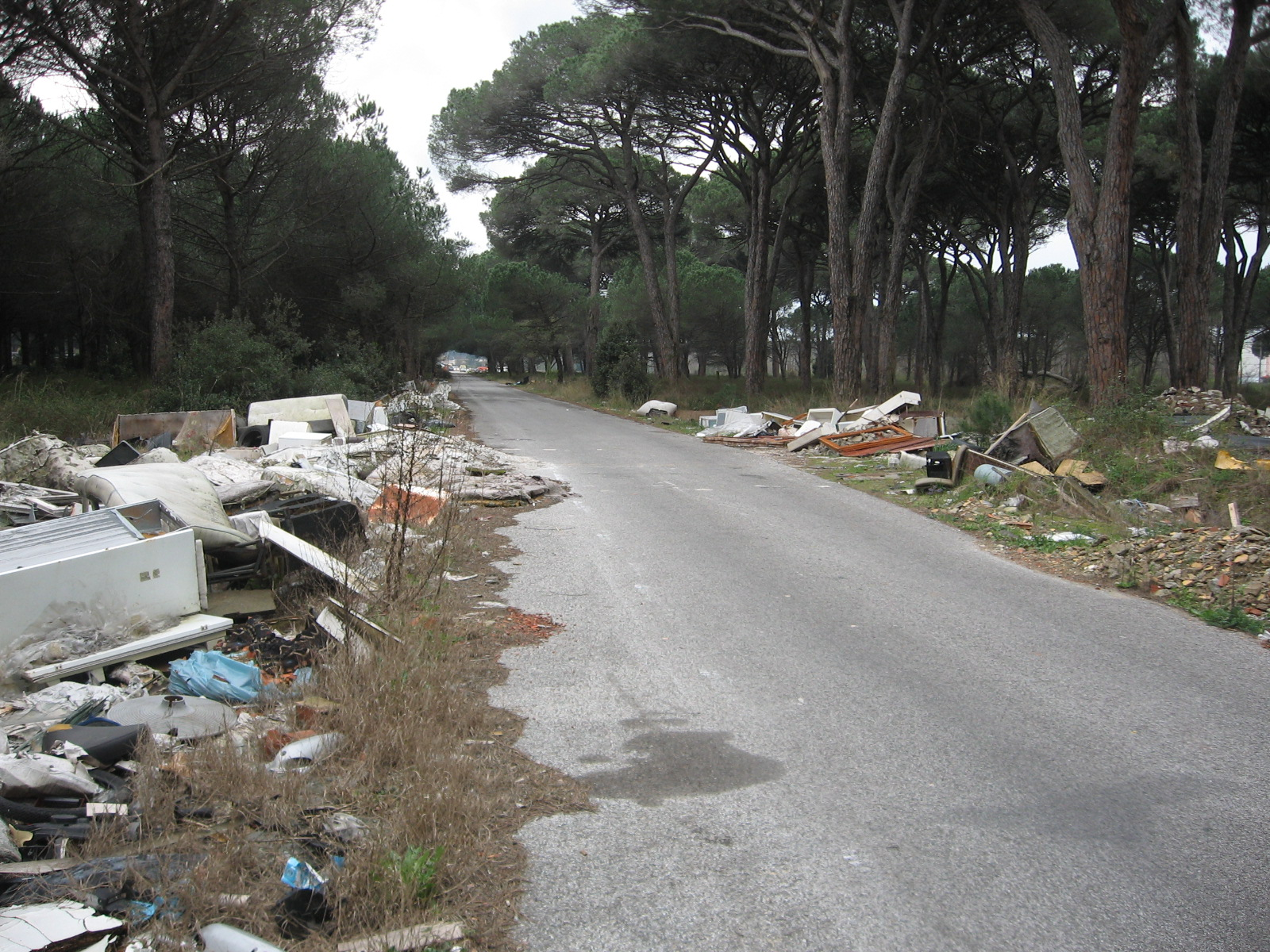
Discarica abusiva ai lati delle strade del bosco

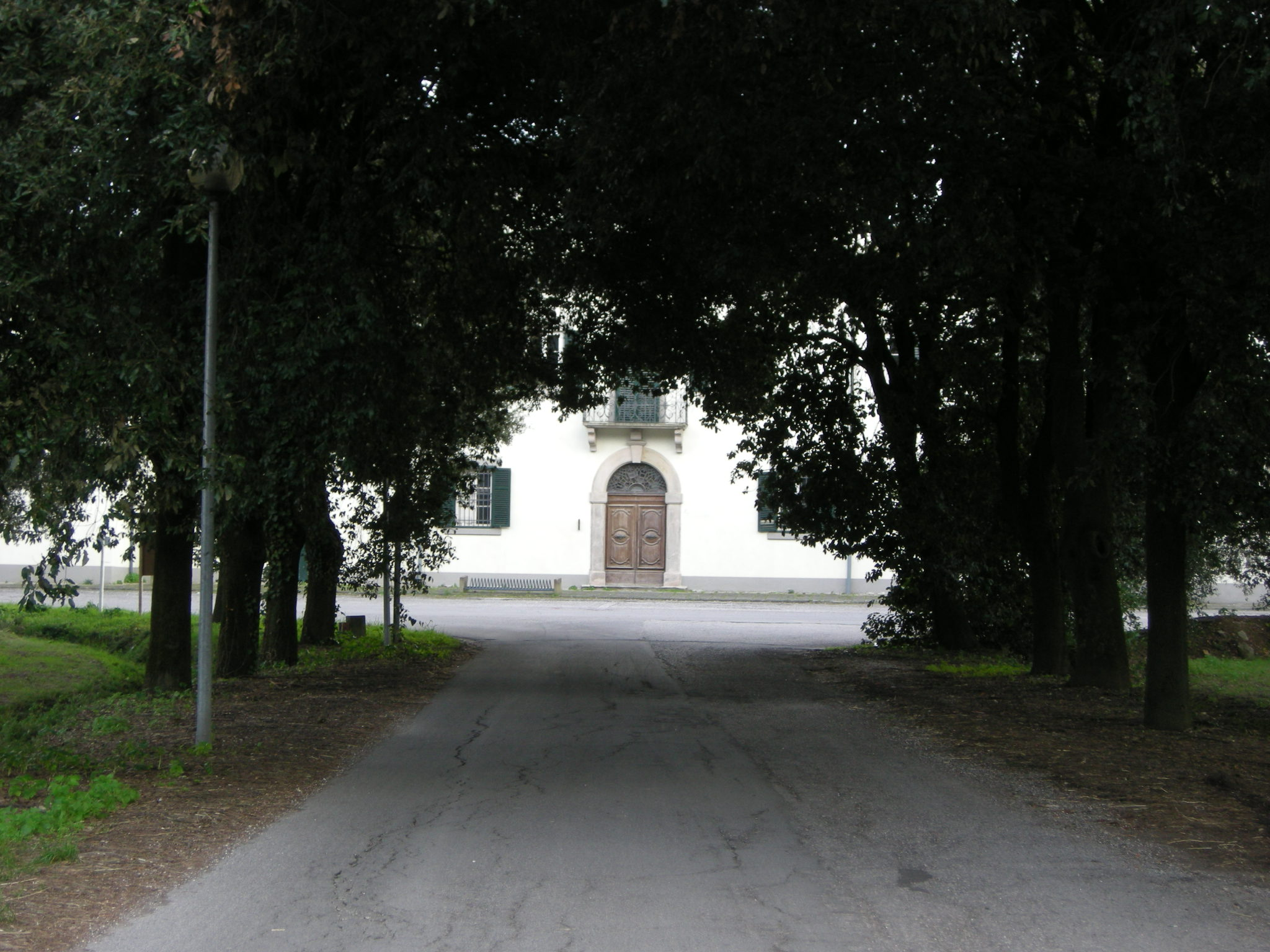
Ingresso al paese

## Galleria d'immagini

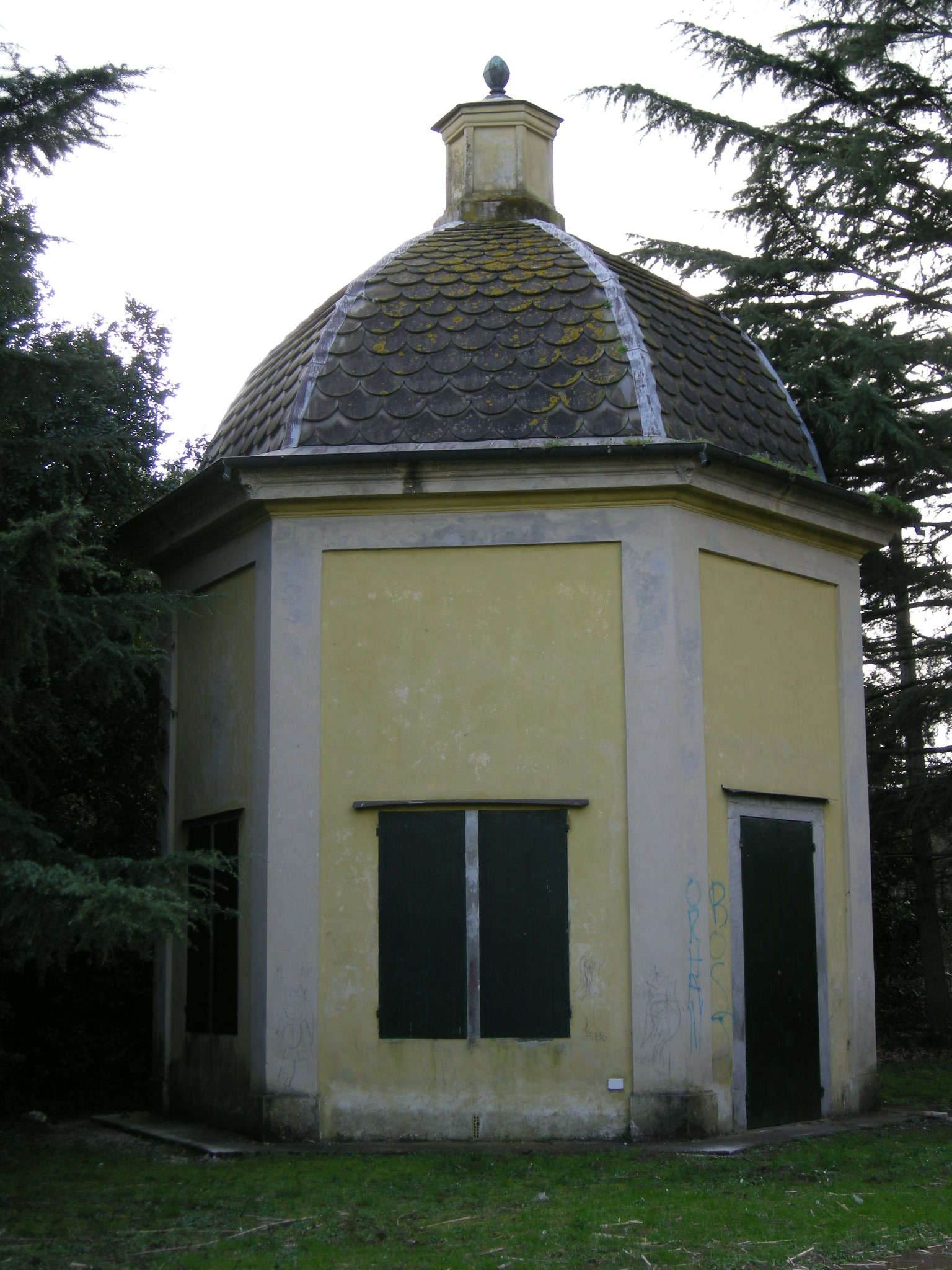
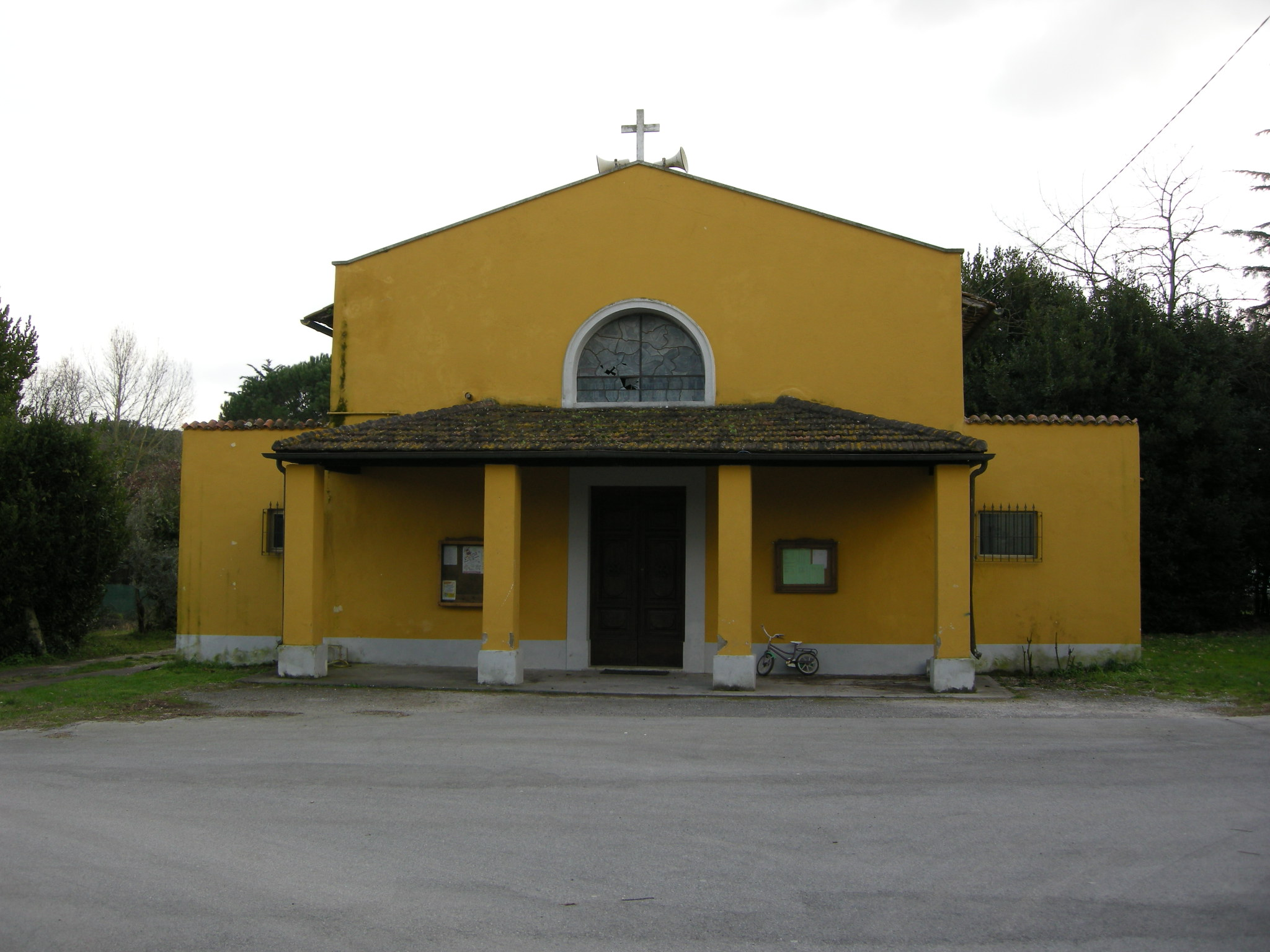
Chiesa di San Giorgio, facciata
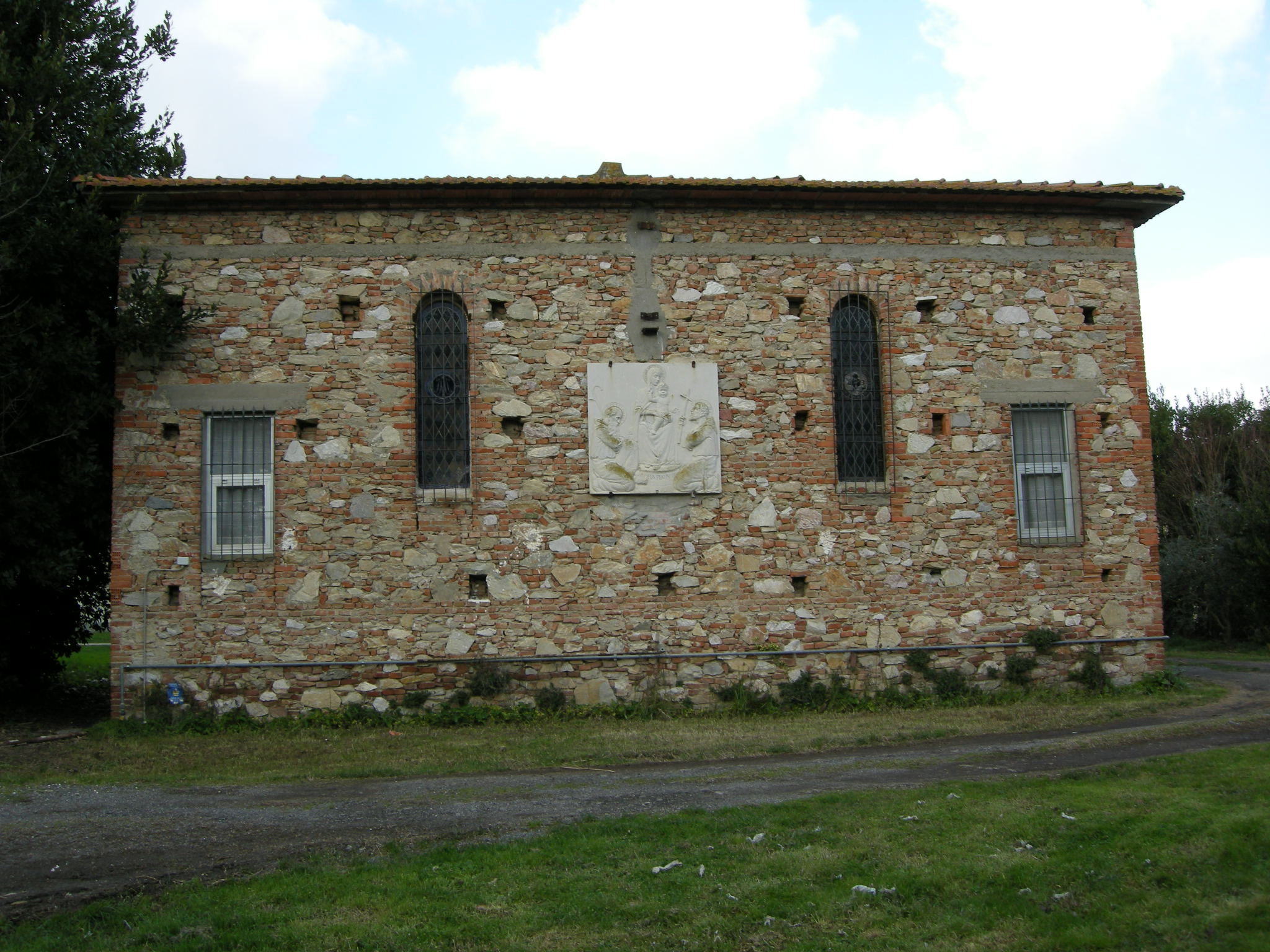
Chiesa di San Giorgio, retro
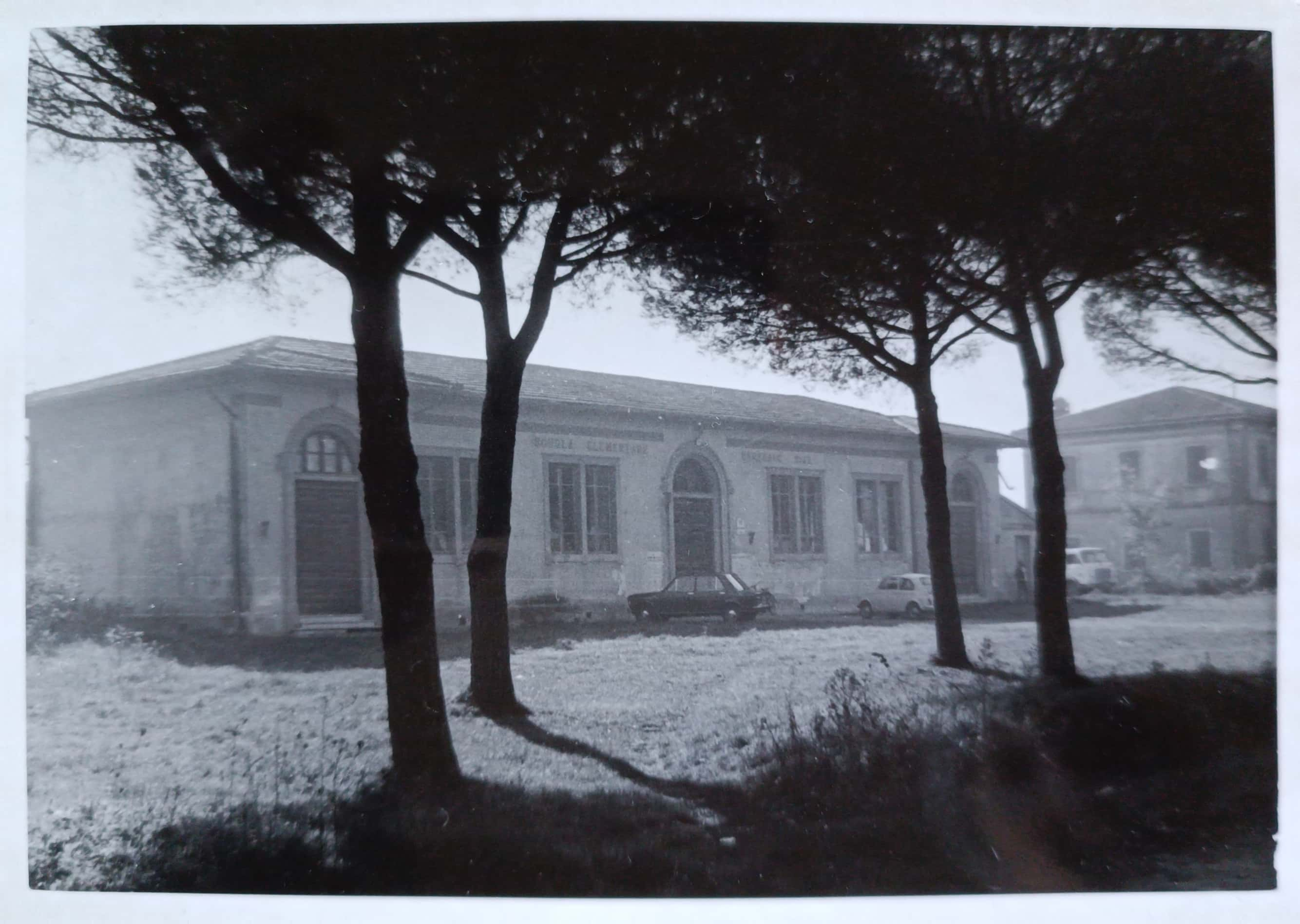
Ex Scuola Elementare A.Diaz
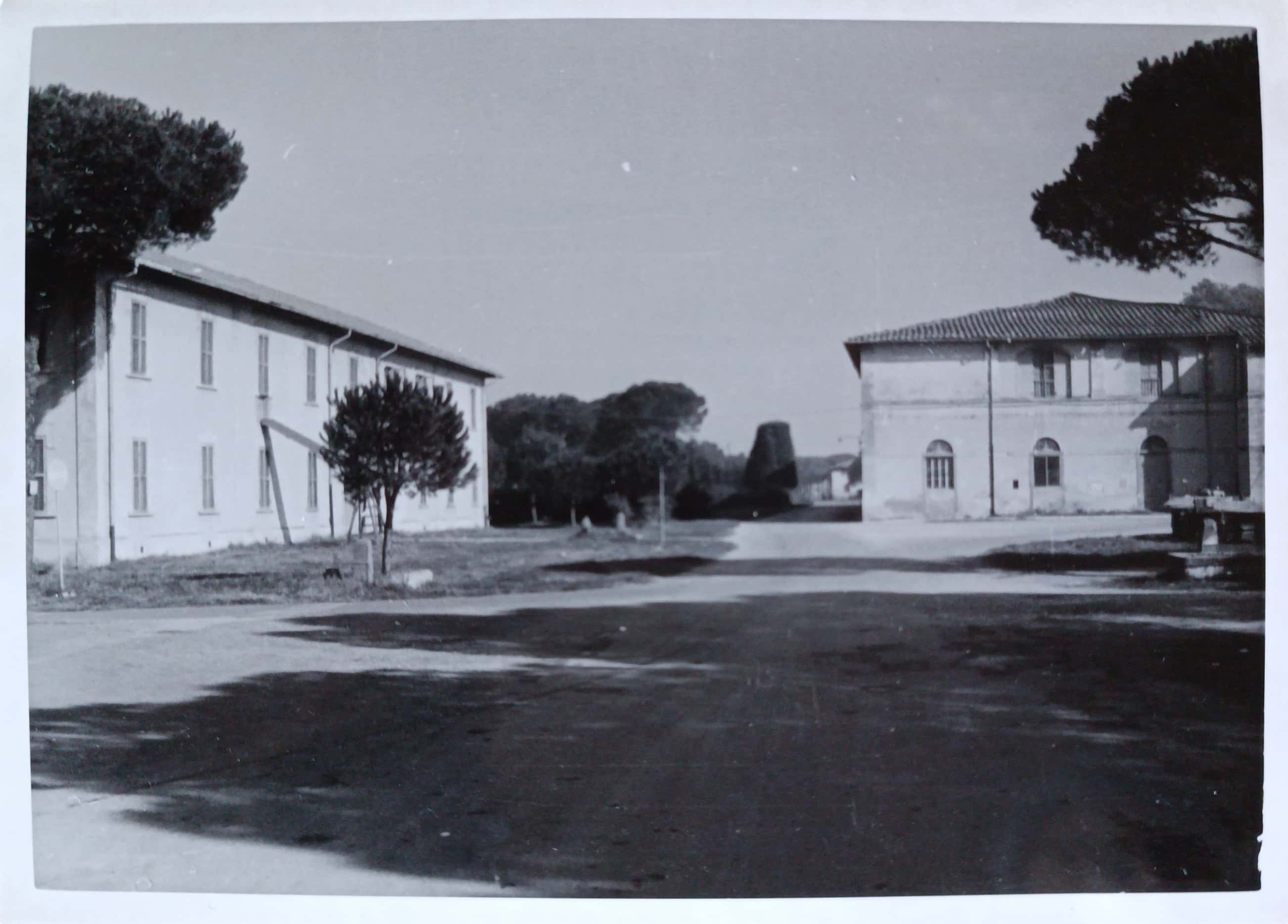
Consorzio Agricolo e Granaio (sx), Edificio adibito alla monta di mucche e tori (dx)